# نارداران
نارداران روستای ساحلی بزرگی است در شبه جزیره آبشوران در حومه باکو، پایتخت جمهوری آذربایجان، مردم این روستا به زبان تاتی سخن می گویند.
آبادی نارداران در حدود ۲۸ کیلومتری شمال شرقی باکو واقع شده است. این شهر دژ و گورستانی قدیمی و مسجدی به نام حاجی بخشی و دو آرامگاه به نام‌های پیر و بی‌بی‌رحیمه دارد. رحیمه از خواهران علی بن موسی‌الرضا بوده‌است.
این روستا از دیرباز محل آموزش طلبه‌های دینی شیعه بوده‌است. شمار زیادی از روحانیان شیعه این روستا در زمان شوروی کشته یا به سیبری تبعید شدند. مسجد نارداران در زمان کمونیست‌ها تبدیل به موزه اسکلت‌های تاریخی و انبار تجهیزات کشاورزی شد.
نارداران به خاطر شکار، مهمان نوازی، مذهبی بودن مردم و چادری بودن زنانش معروف است. صید تاس‌ماهی نیز در این روستا رایج است.

## شورش
در سال ۲۰۰۲/۱۳۸۱ شورشی در روستای نارداران رخ داد که مقامات جمهوری آذربایجان علت آن را بنیادگرایی اسلامی و برخی رسانه‌های غربی علت اصلی آن را عدم گازرسانی به روستا و اشکالات شبکه برق ذکر کرده‌اند.
در پی این شورش مأموران انتظامی، علی‌کرم علی‌اف، رئیس حزب اسلامی جمهوری آذربایجان را دستگیر کردند.

## نگارخانه

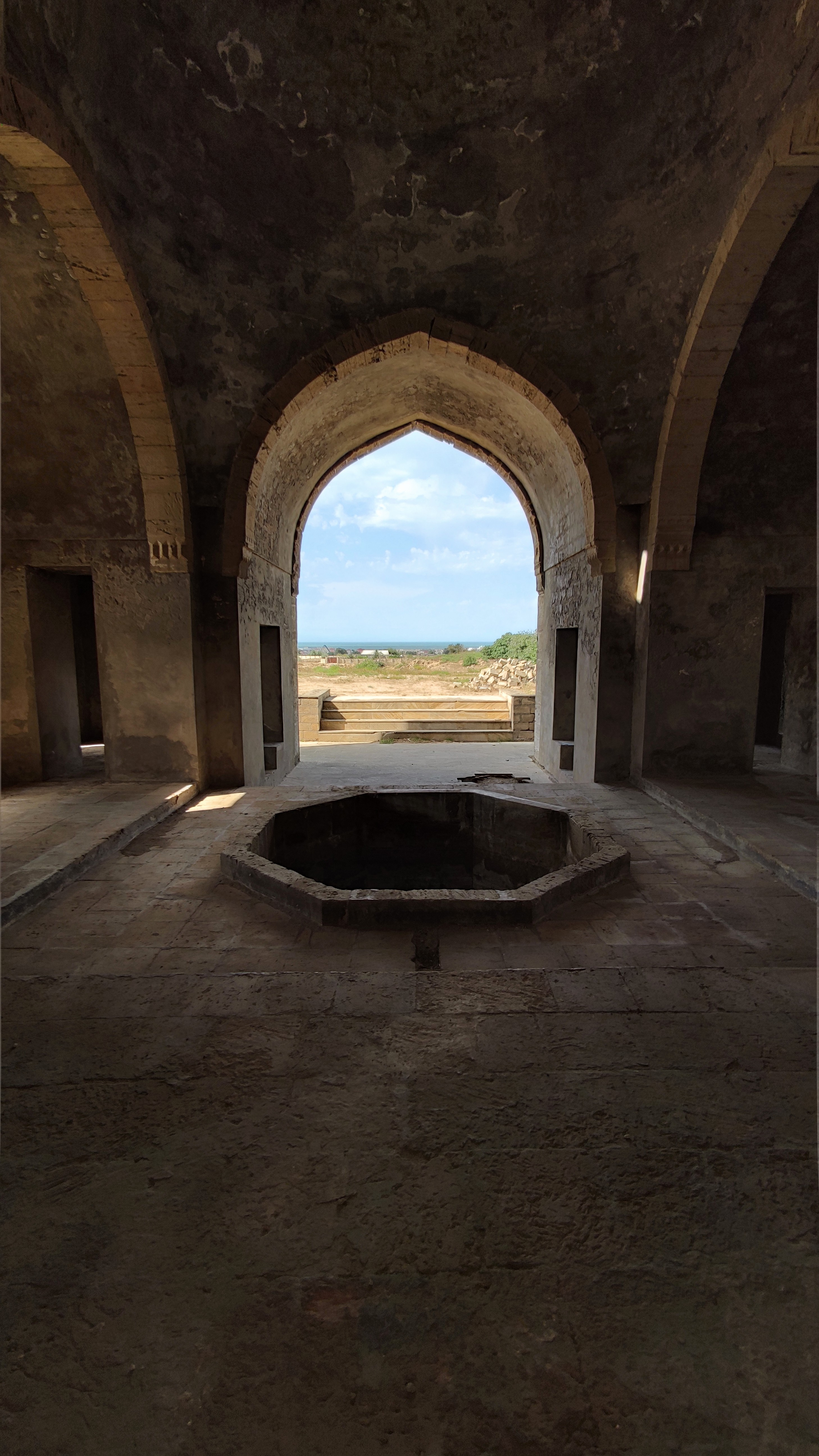
اقامتگاه تابستانی شروان‌شاهان
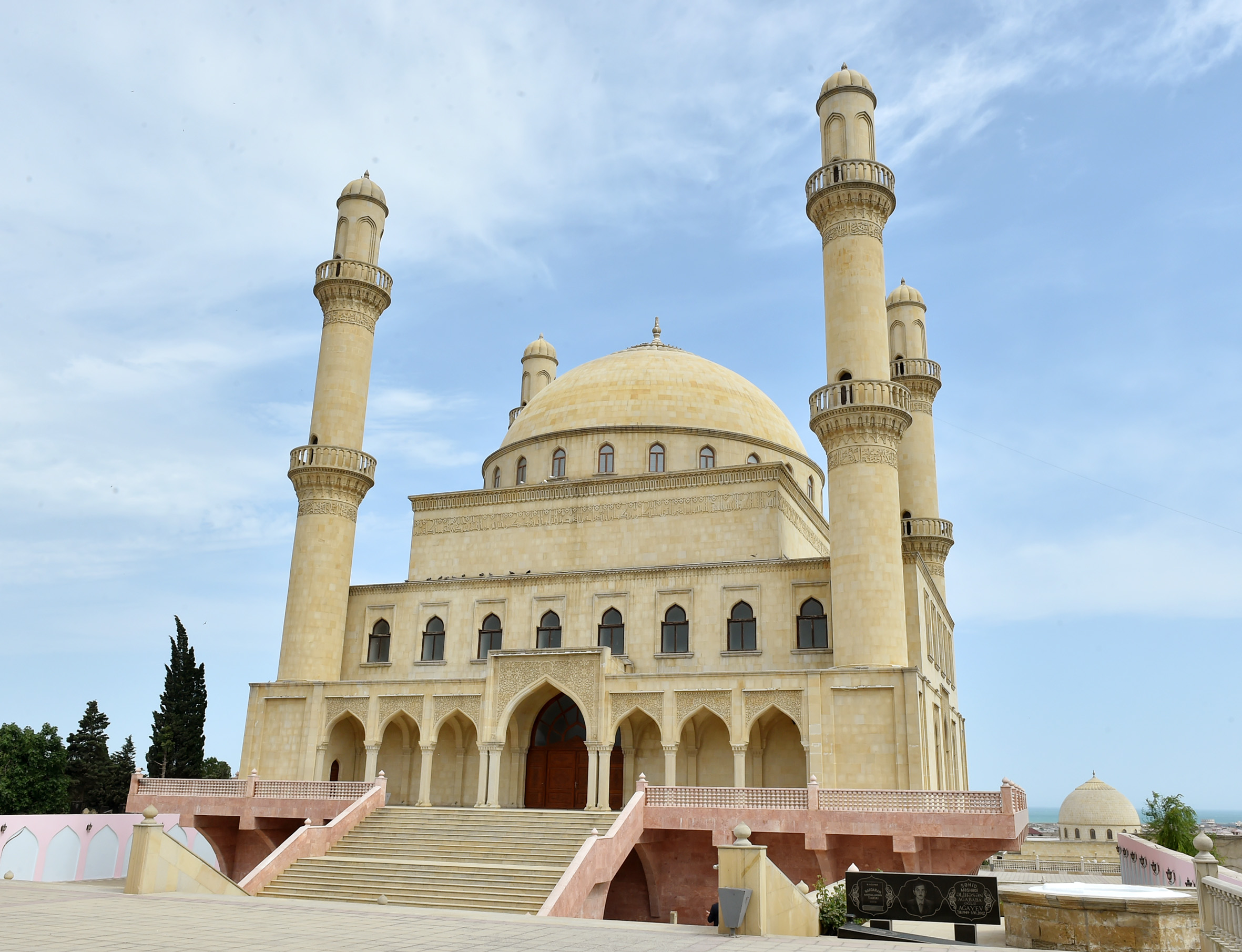
مسجد نارداران